# Team Bouw en Techniek
Team Bouw en Techniek is een Nederlandse marathonschaatsploeg onder leiding van Jeroen de Vries. tot 2015 hette de ploeg Jinstal-Radson
In het seizoen 2012/2013 kreeg rijder Erwin Mesu te maken met een valpartij met snijwond als gevolg op het ijs van Dronten. Bij het begin van seizoen 2013/2014 hebben Douwe Bierma en Fabio Francolini door een val tijdens een training in Thialf een blessure opgelopen. sinds seizoen 2015-2016 heet de ploeg Team Bouw en Techniek.

## Seizoen 2015-2016
De volgende schaatsers maakten in dit seizoen deel uit van het team:
- Bart de Vries
- Fabio Francolini
- Bart Mol
- Frederik Nauta
- Jorjan Jorritsma
- Robert Post